# 23e régiment d'artillerie
Pour les articles homonymes, voir 23e régiment.
Le 23e régiment d'artillerie est une unité d'artillerie française, formée en 1871 à Tarbes, avec les débris du régiment d'artillerie monté de la Garde impériale du second Empire. Il combat lors de la Première Guerre mondiale sous le nom de 23e régiment d'artillerie de campagne. Dissous en 1929, il est recréé au début de la Seconde Guerre mondiale et disparait dans la bataille de France en juin 1940.

## Création et différentes dénominations
- 29 mars 1871 : formation du 23e régiment d'artillerie (23e RA)
- 1883 : devient le 23e régiment d'artillerie de campagne (23e RAC)
- 1924 : renommé 23e régiment d'artillerie divisionnaire (23e RAD)
- 1929 : dissous
- 1939: formation du 23e régiment d'artillerie mobile de forteresse (23e RAMF)
- 1940 : dissous après sa capture

## Colonels et chefs de corps
- 30 mars 1871 : Jules Jean Pierre de Vassoigne[1],[2]
- 31 décembre 1872 : Marcel Félix Auguste de Narp[3]
- 1877 : colonel Rey
- 1881 : colonel d'Elloy
- 1887 : colonel Marsillon
- 1892 : colonel de Job
- 1894 : colonel Raymond
- 1896 : colonel Orbion
- 1914 : colonel Delmotte[4]
- 1914 : lieutenant-colonel Malet
- 1916 : colonel Malet
- 1917 : chef d'escadron Mesnil
- 1917 : lieutenant-colonel Mesnil

## Historique des garnisons, combats et batailles

### 1871-1914

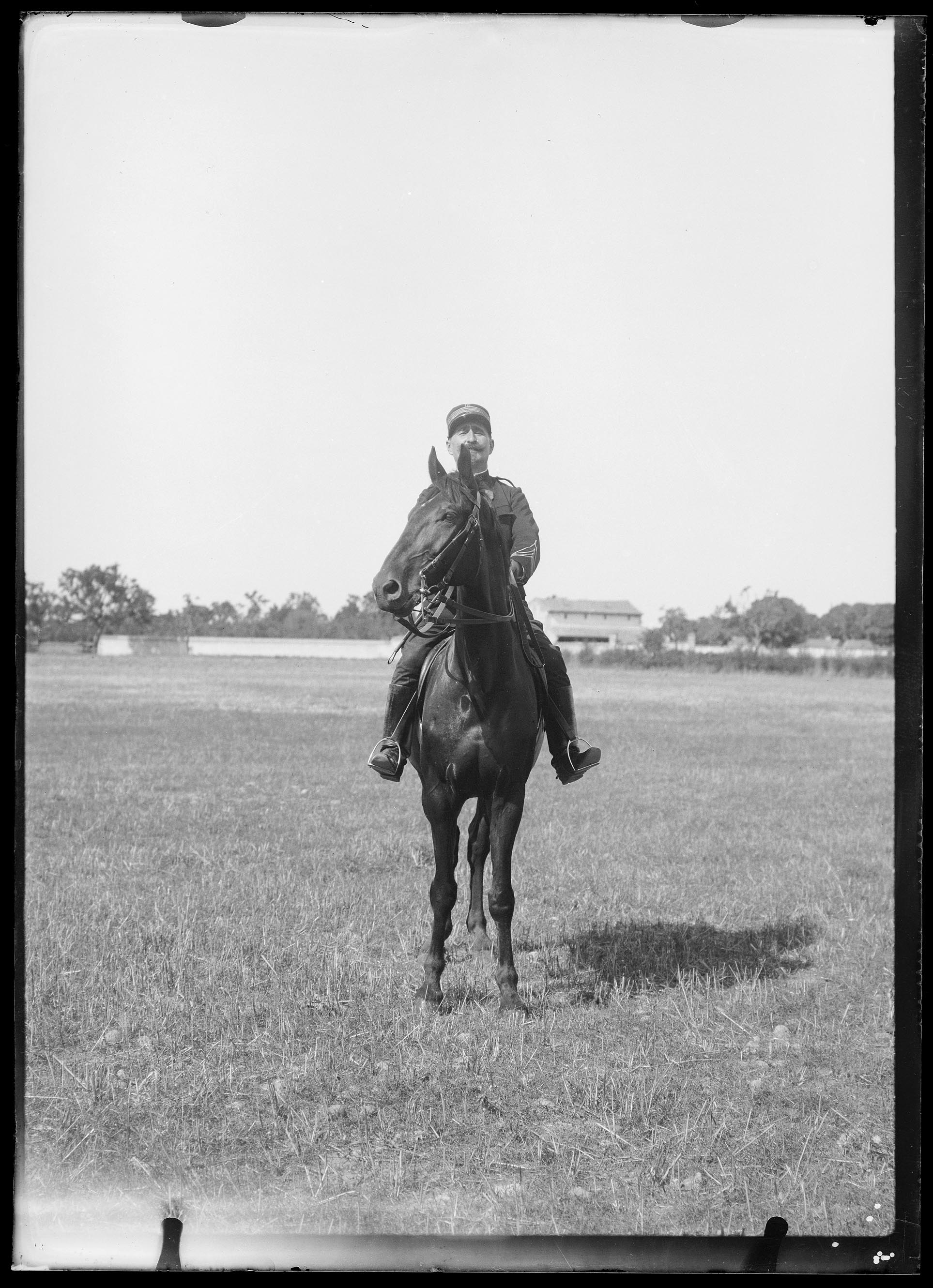
Un commandant du vers 1900.

Le 23e régiment d'artillerie est formé par décret du 29 mars 1871 et organisé à Tarbes avec les débris de l'état-major et des batteries du régiment d'artillerie monté de la Garde impériale qui avaient échappé aux désastres de l'armée du Rhin lors de la guerre franco-prussienne de 1870. À ce titre, le 23e régiment d'artillerie est le continuateur de l'artillerie à pied de la Garde impériale du Premier Empire créée en 1808.
Conformément au décret du 20 avril 1872 le régiment reçoit 1 batterie à pied du 14e régiment d'artillerie, 1 batterie montée du 7e régiment d'artillerie et 2 batteries à cheval du 18e régiment d'artillerie. 
Après cette réorganisation, le régiment est envoyé de Tarbes à Toulouse.
En 1873, il fait partie de la 17e brigade d'artillerie, reçoit 1 batterie à pied du 14e régiment d'artillerie, 1 batterie montée du 7e régiment d'artillerie et 2 batteries à cheval du 18e régiment d'artillerie.
En 1881, une partie du régiment participe à la campagne de Tunisie.
De 1885 à 1887, il est engagé au Tonkin et participe au combat de Than-Mai.

### Première Guerre mondiale
En casernement à Toulouse

#### Affectation
17e brigade d'artillerie (en temps de paix), artillerie de la 34e division d'infanterie (guerre).
Composition : 3 groupes de 9 batteries de 75 (36 canons). 

#### 1914
Le régiment quitte Toulouse à partir du 6 août 1914 pour rejoindre la 34e division d'infanterie dont il constitue l'artillerie divisionnaire. 

#### 1918
Il est cité à l'ordre de l'armée pour son comportement pendant la guerre.
« Excellent régiment qui, dès le début de la guerre, en Champagne, s'est distingué par son beau moral, son sens de la liaison et la générosité de son appui auprès de l'infanterie. S'est donné tout entier pendant trois mois de bataille à Verdun, en 1916, tirant jour et nuit malgré les pertes et les fatigues. Après les belles journées du Cornillet et du Mont-Blond, la défense du Kemmel lui permit de montrer à nouveau la même énergie allant jusqu'au sacrifice de ses meilleurs observateurs et de tout un groupe pour arrêter la ruée ennemie devant son infanterie.. Obéissant à l'impulsion énergique de son chef, le lieutenant-colonel Mesnil, vient de montrer par une âpre poursuite de deux mois, dans les pas de son infanterie, que l'abnégation pratiquée pendant de longs mois de défensive, ne lui a rien enlevé de sa valeur militaire et de son esprit d'entreprise. »

### Entre-deux-guerres
Dans l'entre-deux-guerres, il est en garnison à Toulouse et Agen,. Il est dissous en mai 1929.

### Seconde Guerre mondiale
À la mobilisation, le 2 septembre 1939, il est créé sous le nom 23e régiment d'artillerie mobile de forteresse à partir d'un noyau du 39e régiment d'artillerie de région fortifiée. Il compte trois groupes tractés, armés avec vingt-quatre canons de 75 mm 1897/1933 TTT et douze 155 mm C 1917 Schneider TTT. Il constitue avec le 153e régiment d'artillerie de position l'artillerie du secteur fortifié de Boulay de la ligne Maginot. 
Les unités de la ligne Maginot se replient en juin après la rupture de la ligne Weygand au Nord de la France. Le 23e RAMF participe à la défense de la Meurthe jusqu'au 16 juin et est capturé à Leménil-Mitry le 20[réf. souhaitée].

## Drapeau
Il porte, cousues en lettres d'or dans ses plis, les inscriptions suivantes :
- Wagram 1809
- La Moskova 1812
- Sébastopol 1854-1855
- Extrême-Orient 1884-1885
- Verdun 1916
- Picardie 1918

## Personnalité ayant servi au sein du régiment
- Édouard Laffon de Ladebat (1849-1925), futur chef d'état-major général de l'armée française, est lieutenant-en-premier au régiment de 1873 à 1875
- Mardochée Valabrègue (1852-1934), futur chef de cabinet du ministre de la Guerre, sert au régiment en 1878
- André-Louis Cholesky (1875-1918), polytechnicien, topographe et mathématicien, commande une batterie du régiment en 1914
- Émile Ginas (1892-1975), Compagnon de la Libération, rejoint le régiment en 1910 comme engagé volontaire
- Gustave Alric (1894-1967)

## Sources et bibliographie
- Historique du 23e régiment d'artillerie de campagne, Toulouse, R. Daulhième, 1919, 56 p., lire en ligne sur Gallica.
- Louis Susane : Histoire de l'artillerie Française
- Historiques des corps de troupe de l'armée française (1569-1900)